# Крамб (филм)
Крамб је амерички документарни филм из 1995. о познатом андерграунд уметнику Роберту Крамбу и његовој породици (укључујући његова два брата) и његовом погледу на живот. Режирао га је Тери Звигоф а продуцирала Лин О’Донел са Звигофом.
Филм је освојио широко признање и позитивну рецепцију. У САД је објављен 28. априла 1995. године, након што је приказан на филмским фестивалима (и освојио награду за документарни филм на Санденсу) те године.
Џефри М. Андерсон (каснији критичар Сан Францисцо Егземинер) уврстио је филм на своју листу десет највећих филмова свих времена, означивши га као „највећи документарац икада снимљен”. The Criterion Collection објавио је филм на ДВД-у и Блу-реју 10. августа 2010.

## Радња
Роберт Крамб, пионир андерграунд уметности стрипа из 1960-их, сакупља блузграмофонске плоче из 1920-их и 30-их. Он се ускоро сели са својом супругом, колегиницом стрип уметницом Алин Комински Крамб и ћерком Софи у кућу у јужној Француској, коју добија у трампи за неке од својих књига за цртање.
Филм почиње са говором у уметничкој школи тако што помиње три дела по којима је вероватно најпознатији. У преосталом делу филма Крамб детаљно описује његово гађење према модерној америчкој потрошачкој култури и даје своју мрачну и циничну перспективу живота. Приказан је како скицира околину у кафићима и на тротоарима, присуствује изложби својих радова и комуницира са пријатељима и породицом.
О Робертовој каријери сазнајемо кроз интервјуе са његовим савременицима Доном Донахјуом, Шпанијом Родригезом, Билом Грифитом и Трином Робинс, као и критичарима Робертом Хјузом и Дидром Инглиш, који такође расправљају о контроверзама везаних за његове приказе жена и Афроамериканаца. Крамбова бивша супруга Дана и бивше девојке Кети Гудел и Дајан Хенсон пружају додатни увид у његову личност. Много информација о Робертовом детињству потиче из његових сцена у разговору са својом мајком Беатрис, старијим братом Чарлсом и млађим братом Максоном (две Робертове сестре су одбиле да буду интервјуисане за филм). Чарлс, кога Роберт признаје као свој главни уметнички утицај, више не црта, никада није живео самостално, узима психијатријске лекове на рецепт како би стабилизовао своје ментално стање -извршио је самоубиство пре него што је филм изашао). Млађи брат Максон Крамб има епилепсију за који каже да је изазивају осећања сексуалног узбуђења, живи аскетским животом у трошном хотелу, медитира, проси на улици, повремено црта или слика. Сва три брата помињу ауторитарно понашање свог оца и говоре о стриповима које их је Чарлс натерао да праве док су били деца.
Роберт Крамб је приказан како црта са Софи и Џесијем, његовом сину из везе са Дејном, са којом се Роберт поново упознао након што је напустио породицу да би се преселио у Сан Франциско када је дечак био малолетан. Он позива Џесија да га посети у Француској, али његова главна брига у вези са селидбом је да ли ће у селидбу бити очуване његове плоче. Након што су људи задужени за селидбу одвезли његову колекцију, Роберт се одвлачи од својих брига тек толико да преузме телефонски позив и одбије понуду да сними анимирани филм заснован на његовом лику Mr. Natural.

## Продукција
Роберт Крамб у почетку није желео да сними филм, али је на крају пристао. Постојала је гласина, коју је случајно створио Роџер Иберт, да је Тери Звигоф, који је био пријатељ са Крамбом, натерао Крамба да сарађује претећи да ће се упуцати. Еберт је то касније појаснио у аудио коментару који је урадио са Звигофом 2006. и рецензији коју је написао 2005. године, где је рекао: „То се никада није догодило, али је можда тачно да је Звигофов живот спашен зато што је снимио филм“.
Током девет година колико је било потребно за снимање документарца, Звигоф је рекао да је имао просечан приход од око 200 долара месечно и да је живео са толико интензивним боловима у леђима да је провео три године са напуњеним пиштољем на јастуку поред кревета, покушавајући да скупи храброст да се убије. Као аутор осећао је инволвираност Максона Крамба у филму, а пошто је Чарлс је био централни део филма, што га је навело да одабере „Крамб“ за наслов остварења.
Филм „представља“ Дејвид Линч, иако он није имао стварну улогу у његовом стварању. У коментару који је Звигоф урадио са Ибертом, он каже да Линч није одговорио на захтев за средства све док филм није већ био завршен, али су се сложили да укључе Линчово име у рекламе и шпице како би привукли више гледалаца.

## Пријем
Крамб је наишао на широко признање критичара, добивши оцену од 95% на сајту Ротен Томејтос на основу 43 рецензије, са просечном оценом 8,4/10. Критички консензус веб-сајта гласи: „Крамб је искрена и надреална хроника уметничког израза и породичне трауме, која нуди непрекидан поглед у ум и рад карикатуристе Роберта Крамба који ће се допасти без обзира колико узнемирујућ. Џин Сискел га је оценио као најбољи филм године. Роџер Иберт му је дао четири звездице (од четири), написавши: " Крамб је филм који даје ново значење појму уметности као терапије." Критичар Џефри М. Андерсон му је дао четири звездице (од четири), назвавши га „једним од најхрабријих и најискренијих филмова које сам икада видео“ и навео његове карактеристике као „одличан документарни филм“. У Вашингтон Посту је рецензија Десон Ховеа била на сличан начин позитивна. Сан Францисцо Кроникл оценио је филм као „дивљи аплауз“, а критичар Едвард Гутман га је назвао „једним од најпровокативнијих документарних филмова у последњој деценији“. Такође је приметио да су Роберт и Алин Крамб урадили цртани филм о филму у Њујоркеру који је садржао презир.
Упркос тако позитивним критикама, Крамб није номинован за Оскара за најбољи документарни играни филм (комитет за номиновање је наводно престао да гледа филм након само двадесет минута). Одбијање номинације изазвало је медијски хаос због којег је Академија филмских уметности и наука обновила свој процес номинације за документарне филмове. Звигоф је у интервјуу изјавио да је „ствар доделе Оскара имала много више везе са чињеницом да су у то време велики део документарног чланства чинили дистрибутери документарних филмова. Од тада су се правила променила. Али они би само гласали за филмове које су дистрибуирали јер је то било у њиховом финансијском интересу. Касније сам то научио. У то време сам само претпоставио да су згрожени филмом.“
Entertainment Weekly је 2008. прогласио Крамб 14. најбољим филмом у последњих 25 година. Године 2012. Магазин Слант је филм уврстио на 74. место на својој листи 100 најбољих филмова 1990-их, назвавши га „вероватно највећим од свих нефикцијских филмова“. Морган Спурлок га је уврстио на своју листу од 50 документарних филмова које треба видети пре него што умрете.
Иако је Звигоф снимао браћу Роберта Крамба само уз њихов пристанак, неки су се питали да ли су били у стању да дају тај пристанак на смислен начин.

### Награде
Филм је освојио неколико великих признања критичара за филмове објављене 1995. године, укључујући:
- Филмски фестивал Санденс – Велика награда жирија, документарни филм[17][18]
- Национални одбор за ревизију – најбољи документарац[19]
- Национално друштво филмских критичара – најбољи нефикцијски филм[19]
- Њујоршки филмски критичари – најбољи документарац[19][20]
- Филмски критичари из Лос Анђелеса – најбољи нефикцијски филм[19][21]
- Бостонски филмски критичари – најбољи документарац[19][22]
- Међународно удружење документарних филмова – најбољи играни филм[19][23]